# MNM
MNM (Mercury, Nitro e Melina) foi um grupo ("stable") de wrestling profissional na World Wrestling Entertainment (WWE) e Ohio Valley Wrestling (OVW) que consistia de Joey Mercury (antes conhecido como Joey Matthews), Johnny Nitro e a manager Melina Perez.
Mercury e Nitro formaram uma dupla em 2004, na OVW, território de desenvolvimento da WWE em Louisville, Kentucky. Melina, namorada de Nitro, uniu-se ao grupo em fevereiro de 2005. Na OVW, Mercury e Nitro conquistaram o OVW Southern Tag Team Championship uma vez.

MNM foram transferidos para o SmackDown! em abril de 2005, com Mercury e Nitro ganhando o WWE Tag Team Championship. Enquanto na WWE, os personagens tornaram-se um trio de celebridades hollywoodianas, com um tapete vermelho e paparazzis em suas entradas. A dupla perderia o título em 2005. Após o terceiro e último reinado em maio de 2006, Nitro e Melina culparam Mercury pela derrota, o atacando e separando o grupo. Nitro e Melina deixaram o elenco do SmackDown! e estrearam no Raw. Em novembro de 2006, MNM reuniram-se, antes de Mercury ser demitido em março de 2007.

## Fim
Em 26 de Março de 2007, a WWE publicou no seu site oficial (o WWE.com), a rescisão do contrato de Joey Mercury, fazendo assim com que um dos maiores tag teams do século XXI acabasse.
Após isso, Melina teve o declínio em sua carreira na RAW, enquanto Johnny Nitro foi para a ECW, onde foi conhecido como John Morrison e se tornou ECW Champion.

## No wrestling
- Movimentos de finalização em dupla
  - Snapshot (Delayed flapjack (Mercury) / Elevated DDT (Nitro))[2]
- Movimentos secundários em dupla
  - Double baseball slide[2]
  - Leg drops simultâneos na garganta e perna do oponente[2]
- Temas de entrada
  - "Paparazzi" por Jim Johnston

## Títulos e prêmios
- Ohio Valley Wrestling
  - OVW Southern Tag Team Championship (1 vez)[4]
- Pro Wrestling Illustrated
  - Dupla do Ano (2005)[10]
- World Wrestling Entertainment
  - WWE Tag Team Championship (3 vezes)[5]
  - WWE Women's Championship (1 vez)[11] – Melina